# Euscelus landanguinus
Euscelus landanguinus es una especie de coleóptero de la familia Attelabidae.

## Distribución geográfica
Habita en Ecuador.